# ドラゴンクエストへの道
『ドラゴンクエストへの道』（ドラゴンクエストへのみち）は、監修：石ノ森章太郎、作画：滝沢ひろゆき、企画制作：エニックス出版局による日本の漫画。ゲームソフト『ドラゴンクエスト』の製作過程を記録し、脚色を加えた作品。

## 概要
ファミリーコンピュータ用ソフト『ドラゴンクエスト』の製作に携わった人々の出会いから、ソフトの完成とその後に及ぶ話であり、本作品制作の際には、実際にソフトを作った堀井雄二・中村光一・すぎやまこういち・鳥山明が協力し、小説家の和智正喜が脚色した。
1990年2月15日に『マンガ ドラゴンクエストへの道』という題名で発行された後、『月刊少年ガンガン』創刊（1991年3月）を経て、同年9月20日に単行本レーベル「ガンガンコミックス」にて再発行された。ガンガンコミックス版の発行にあたっては再編集がなされ、若干の内容が削除・変更された（詳しくは#改訂の節に記載）。
2022年8月28日には『24時間テレビ 愛は地球を救う45』内で「すぎやまこういち物語 ドラゴンクエスト『序曲』知られざる誕生秘話」として、主演・安田顕（すぎやま役）ですぎやまに関する部分のみドラマ化された。

## あらすじ
1982年（昭和57年）、コンピュータゲームの制作に熱中する青年が2人、香川と東京にいた。高校3年生の中村光一と28歳の堀井雄二である。2人は翌年、ゲームのプログラミングを競う、第1回ゲーム・ホビープログラムコンテストに入賞し、表彰式で出会う。彼らを引き合わせたのはコンテストの主催企業、エニックスとその社員である千田幸信だった。
そしてこの年任天堂が発売したファミリーコンピュータは後に空前のブームとなり、エニックスもファミコンソフトの開発に乗り出すことになった。千田らが目指したのは一歩先の新しいゲーム、ロールプレイングゲーム（RPG）だった。『スーパーマリオブラザーズ』に代表され、1985年（昭和60年）当時ファミコンソフトの主流だったアクションゲームに比べ、RPGはプレイヤーに多くの数値や情報を判断させるため、子供たちが受け入れることの出来るRPGの製作というものは当時の大きな挑戦であった。
彼らは次々に現れる困難を乗り越え、容量や納期と戦い、時には仲間同士ぶつかり合い、ひたすら子供たちのために考えを廻らせた。そうして最後の最後までこだわりぬかれて生まれたのが『ドラゴンクエスト』というゲームだったのだ。

## 登場人物
この作品の登場人物は、架空の人物や架空の人物像を含んでいる可能性がある。
「演」は、テレビドラマ「すぎやまこういち物語 ドラゴンクエスト『序曲』知られざる誕生秘話」でのもの。
堀井雄二
演 - 芝大輔（モグライダー）
1954年（昭和29年）、兵庫県生まれ。フリーのライターとして活動する傍らパソコンゲームに熱中し、28歳で自作したゲームがコンテストに入選する。小池一夫の下で学び漫画原作の経験を持つことからストーリー性のあるゲームの製作に意欲を持ち、数年後アドベンチャーゲーム『ポートピア連続殺人事件』を経て32歳でロールプレイングゲーム『ドラゴンクエスト』を手がけ、主にシナリオを担当する。作中では飄々としたひょうきんな性格で描かれており、軽快ながらも意表を突くアイデアを出して中村を圧倒したりする。
中村光一
演 - 加賀翔（かが屋）
1964年（昭和39年）、香川県生まれ。高校時代にゲームプログラムの雑誌投稿で多数の賞を受賞しており、プログラマの夢を賭けてエニックスのコンテストに応募、優秀賞となる。卒業後は大学に入学するとともにゲーム開発会社チュンソフトを立ち上げる。堀井やエニックスと関わりながらゲームを作り、『ドラゴンクエスト』ではメインプログラムを担当した。作中ではゲームに情熱を燃やす若者として描かれており、千田やすぎやまとの間で意見が対立するなど、ドラマチックな展開に寄与している。
すぎやまこういち
演 - 安田顕（TEAM NACS）
1931年（昭和6年）、東京都生まれ。作曲家として千田から『ドラゴンクエスト』の音楽を依頼されるが、ゲームというものを知らない分野の人間にゲーム音楽は任せられないとして中村が反発する相手となった。しかし、すぎやまの実態はゲームマニアであり、千田の依頼もそのことを織り込んだ上でのことだった。結果、すぎやまは中村や堀井と意気投合し、仕事としてもゲームへの造詣を遺憾なく発揮、親しみやすく飽きの来ない楽曲を提供した。
鳥山明
有名漫画家。『ドラゴンクエスト』では敵モンスターのイラストレーションを担当し、可愛らしいデザインにより開発陣の絶賛を呼んだ。
千田幸信
演 - 平子祐希（アルコ&ピース）
エニックス設立当初からのゲームプロデューサーであり、コンテストによって堀井や中村をゲーム開発の道へと導いた。アクションゲームが主流であった初期ファミコンの時代に、アドベンチャーゲームやロールプレイングゲームを出すという冒険を実現し、開発を牽引する。また、子供たちが大人数で楽しむコミュニケーション・メディアとしてのファミコンの性格を察知し、コミュニケーションの基点として画面上のレベル表示を重視したり、新しいゲームのための音楽の重要性を見いだすなど、『ドラゴンクエスト』の方向性を決める役割を果たした。
森田和郎
エニックス主催のコンテストで最優秀プログラム賞を受賞し、後に『森田和郎の将棋』など様々なゲームを開発した人物。
鳥嶋
週刊少年ジャンプ編集者であり、堀井とはコンテスト開催以前からの仕事仲間。
本作ガンガンコミックス版には登場しない（#改訂の節に詳細）。
保坂
エニックスの社員。
本作ガンガンコミックス版には登場しない（#改訂の節に詳細）。
柿原
エニックスソフトウェア企画部所属で千田の部下をする女性スタッフ。ニックネームは「悦っちゃん」。明るい性格が本作品に彩を添えている。ゲームにはあまり詳しくないが、それゆえに初心者としての何気ないアイデアが窮状を救うこともある。エピローグのシーンでは『ドラゴンクエストIV』にも関わっている。
架空のキャラクターとして本作に描かれた可能性があり実在の人物との関連は作中に存在しないが、実際のシリーズ第1作から第4作には「RIKA SUZUKI」というアシスタントの名前がエンディングクレジットに表示されている。
安野
『ドラゴンクエスト』の男性スタッフ。実際のゲームにも安野隆志というグラフィックデザイナーが関わっている。
山川
本作品エピローグに登場する女性スタッフ。実際のシリーズ第4作にも「ERIKO YAMAKAWA」というアシスタントの名前がエンディングクレジットに表示されている。

## 改訂
本作品は1990年に発行されたA5判の本（以下、オリジナル版）と、1991年に発行された単行本（以下、コミックス版）の2種類があり、細部が異なっている。
章立て構成
- オリジナル版は複数の章に分かれており、各章の初めに扉絵とタイトルが付いているが、コミックス版はエピローグを除き話の区切りがない。

鳥嶋
- オリジナル版では堀井がコンテストに応募することを話す相手は鳥嶋和彦だが、コミックス版では喫茶店のマスターになっている。
- 堀井雄二が鳥山明を中村光一に紹介するシーンで、オリジナル版では鳥山と鳥嶋が一緒に描かれているが、コミックス版では鳥山のみに描き直されている。

削除された内容
- オープニングでファミコンやゲーム・ホビープログラムコンテストを紹介し、物語の始まりを告げるシーン。
- エニックスのパソコンソフトの売り上げやパソコン版『ポートピア連続殺人事件』の製作を表すシーンに始まり、堀井・中村らがアメリカへ渡って1981年発売の『ウィザードリィ』を見聞きし、それについて語るまでの一連のエピソード。
- 千田幸信が『ウィザードリィ』をプレイするエピソード。
- トイレでの会話シーン。保坂嘉弘がファミコン版『ポートピア連続殺人事件』の売り上げが好調である事と次回作が何か気になっているという話をし、別の社員から次回作はロールプレイングゲーム（RPG）という事を聞く。保坂は、RPGでは駄目で次は『ポートピア2』（仮称）を作るべきという考えを話し、それを影で千田が聞いていたというエピソード。
- 堀井が、アクションのないメッセージだけの戦闘でユーザーに受け入れられるのかという悩みをスタッフに打ち明け、その後、砂場で遊ぶ子供たちが持つ空想力の凄さを見て元気を取り戻すエピソード。
- ゲーム製作終了後、バグの発見により任天堂へ直行しての解析作業があることを千田が中村に告げ、開発が終わってもドタバタがあったというエピソード。

奥付
- オリジナル版には『週刊少年ジャンプ』の編集部や株式会社小学館プロダクションが関わっており、発行者は当時エニックスの社長であった福嶋康博の名義となっている。コミックス版には本作にも登場する千田が発行人として、『月刊少年ガンガン』初代編集長の保坂が編集人として、それぞれ関わっている。

## 関連事項の年譜
1982年（昭和57年）
- エニックスが第1回ゲーム・ホビープログラムコンテスト（以下コンテスト）を開催。
- 鳥嶋和彦（当時『週刊少年ジャンプ』編集者）が堀井雄二にコンテストの取材を依頼。

1983年（昭和58年）
- 1月、『森田のバトルフィールド』（森田和郎）・『ドアドア』（中村光一）・『ラブマッチテニス』（堀井雄二）などがコンテストに入賞。
- 2月、エニックスがパソコン（以下PC）ソフト『ドアドア』を発売。
- 7月、任天堂がファミリーコンピュータ（以下FC）を発売。
- エニックスがPCソフト『ポートピア連続殺人事件』（堀井が製作）を発売。
- 中村が香川県立丸亀高校を卒業、国立電気通信大学に入学。
- 中村が株式会社チュンソフトを設立。

1984年（昭和59年）
- 4月、中村が株式会社チュンソフトを設立。
- 5月、エニックスがPCソフト『ニュートロン』（中村が製作）を発売。
- エニックスがPCソフト『Dr.スランプ バブル大作戦』（鳥山明が原作）を発売。
- 鳥山が漫画『Dr.スランプ』の連載を終了、漫画『ドラゴンボール』の連載を開始。

1985年（昭和60年）
- 2月、エニックスがPCソフト『ドアドアmk-II』（中村が製作）を発売。
- 7月、エニックスがFCソフト『ドアドア』を発売。
- 9月、任天堂がFCソフト『スーパーマリオブラザーズ』を発売。
- 11月、エニックスがFCソフト『ポートピア連続殺人事件』を発売。
- エニックスがPCソフト『森田和郎の将棋』を発売。
- すぎやまこういちの書いた『森田和郎の将棋』アンケートはがきがエニックス千田幸信の目に留まる。
- 12月、エニックスの企画会議に堀井・中村・鳥山が参加し、FC用RPGソフトの開発を決定。後日、堀井により「ドラゴンクエスト」と命名。

以下『ドラゴンクエスト』およびエニックスに関する項目
1986年（昭和61年）
- 1月末、発売日を2月から5月に延期。
- 鳥山がモンスターのデザインを完了。
- すぎやまが、PCソフト『ウイングマン2 -キータクラーの復活-』の作曲に続き、『ドラゴンクエスト』のゲーム音楽8曲を2週間もしくは1週間で作曲。
- 2月末、試作版が完成し、ゲームバランスの調整作業を開始。
- 春、納期を1週間遅らせ、不眠不休の作業により内容を大幅変更。
- デバッグ作業。
- PCソフト『ウイングマン2 -キータクラーの復活-』（すぎやまが作曲）を発売。
- 5月27日、FCソフト『ドラゴンクエスト』を発売。

1987年（昭和62年）
- 1月、FCソフト『ドラゴンクエストII 悪霊の神々』を発売。

1988年（昭和63年）
- 2月、FCソフト『ドラゴンクエストIII そして伝説へ…』を発売。
- 8月、書籍『ドラゴンクエストIII そして伝説へ… 公式ガイドブック』を発売。
- 9月、書籍『ドラゴンクエスト 公式ガイドブック』『ドラゴンクエストII 悪霊の神々 公式ガイドブック』を発売。

1990年（平成2年）
- 2月、FCソフト『ドラゴンクエストIV 導かれし者たち』を発売、同月に本作『マンガ ドラゴンクエストへの道』を発行。
- 4月、漫画『ドラゴンクエスト4コママンガ劇場』を発売。

1991年（平成3年）
- 3月、雑誌『月刊少年ガンガン』を創刊。
- 9月、本作『ドラゴンクエストへの道』〈ガンガンコミックス〉を再発行。

2022年（令和4年）
- 8月、本作を原作としたテレビドラマ「すぎやまこういち物語 ドラゴンクエスト『序曲』知られざる誕生秘話」が日本テレビ系列「24時間テレビ45」で放送。

## 書誌情報
- 小学館プロダクション 編『マンガ ドラゴンクエストへの道』石ノ森章太郎 監修、滝沢ひろゆき（石森プロ） 作画、エニックス出版局 原作、和智正喜 脚色、堀井雄二・中村光一・すぎやまこういち・鳥山明・週刊少年ジャンプ編集部 協力、福嶋康博 発行者、エニックス、1990年2月15日。ISBN 978-4-9005-2726-3。[7]
- 保坂嘉弘 編『ドラゴンクエストへの道』エニックス出版局 企画制作、石ノ森章太郎 監修、滝沢ひろゆき（石森プロ） 作画、和智正喜 脚色、堀井雄二・中村光一・すぎやまこういち・鳥山明 協力、千田幸信 発行人、エニックス〈ガンガンコミックス〉、1991年9月20日。ISBN 978-4-8702-5003-1。[8]